# أمل شلغوم العيد
أمل شلغوم العيد، هو نادي كرة قدم جزائري من مدينة شلغوم العيد، تأسس سنة 1988. ينشط في الاتحادية الجزائرية لكرة القدم.

## مواضيع ذات صلة
- كرة القدم في الجزائر

## وصلات خارجية
- موقع الاتحاد الجزائري لكرة القدم
- الرابطة الجزائرية المحترفة الأولى، والثانية، لكرة القدم
- للرابطة الجهوية لكرة القدم لقسنطينة
- الرابطة الوطنية الجزائرية لكرة القدم هواة
- الرابطة ما بين الجهات لكرة القدم